# Гайворонський районний краєзнавчий музей
Гайворонський районний краєзнавчий музей — районний краєзнавчий музей у місті Гайвороні Кіровоградської області, культурно-просвітницький осередок міста і району.
Розташований у приміщенні районного будинку культури за адресою: вул. Василя Стуса (кол. Кірова), 17.
Директор закладу — Микола Миколайович Працьовитий 

## Експозиція
В експозиційній залі Заслуженого майстра народної творчості України Г. Г. Пилипишина, жителя с. Солгутове, Гайворонського району представлено понад 90 виробів у чотирьох розділах: таксидермія, живопис, художні меблі і дерев'яна скульптура, що слугує прекрасною базою для естетичного виховання громади, а особливо молоді та підлітків, сприяє популяризації самодіяльного образотворчого і декоративно-ужиткового мистецтва, відродженню і збереженню національно-культурної спадщини.
Діє також відділ музею — художньо-меморіальна зала Миколи Федоровича Жидельова — професійного художника-графіка. В третьому залі — твори самодіяльної художниці із с. Долинівка Наталії Федорівни Шевчук. В експозиції — близько 20 робіт, які виконані в стилі народного малярства. На картинах зображено краєвиди краю. Деякі з них висвітлюють шевченківську тематику, а на багатьох — зображено натюрморти з квітів. Оригінальність робіт у тому, що всі вони виконані в манері народного живопису звичайними малярними, переважно емалевими, фарбами.
В музеї є етнографічний відділ, в якому представлений колорит української хати кінця ХІХ — поч. ХХ ст., зображено орнаменти, притаманні різним регіонам нашої держави.
Окрім цього, в музеї експонуються роботи самодіяльного художника Яровенка Миколи Порфировича, жителя м. Гайворона, учасника Сталінградської битви, ветерана ІІ Світової війни.
Станом на кінець січня 2018 року відкритими для відвідання є лише зала творчості Г. Г. Пилипишина, решта експозиції перебуває в реконструкції.